# Opodiphthera
Opodiphthera este un gen de molii din familia Saturniidae, care sunt endemice din Australia.
Opodiphthera reprezintă majoritatea moliilor saturniide din Australia. Genul conține specia Opodiphthera eucalypti, una dintre speciile de molii australiene renumite.

## Specii
- Opodiphthera astrophela Walker, 1855
- Opodiphthera carnea (Sonthonnax, 1899)
- Opodiphthera engaea Turner, 1922
- Opodiphthera eucalypti Scott, 1864
- Opodiphthera excavus Lane, 1995
- Opodiphthera fervida Jordan, 1910
- Opodiphthera helena (White, 1843)
- Opodiphthera jurriaansei Van Eecke, 1933
- Opodiphthera loranthi Lucas, 1891
- Opodiphthera rhythmica (Turner, 1936)
- Opodiphthera saccopoea (Turner, 1924)
- Opodiphthera sulphurea Lane & Naumann, 2003